# Іда Аалберг

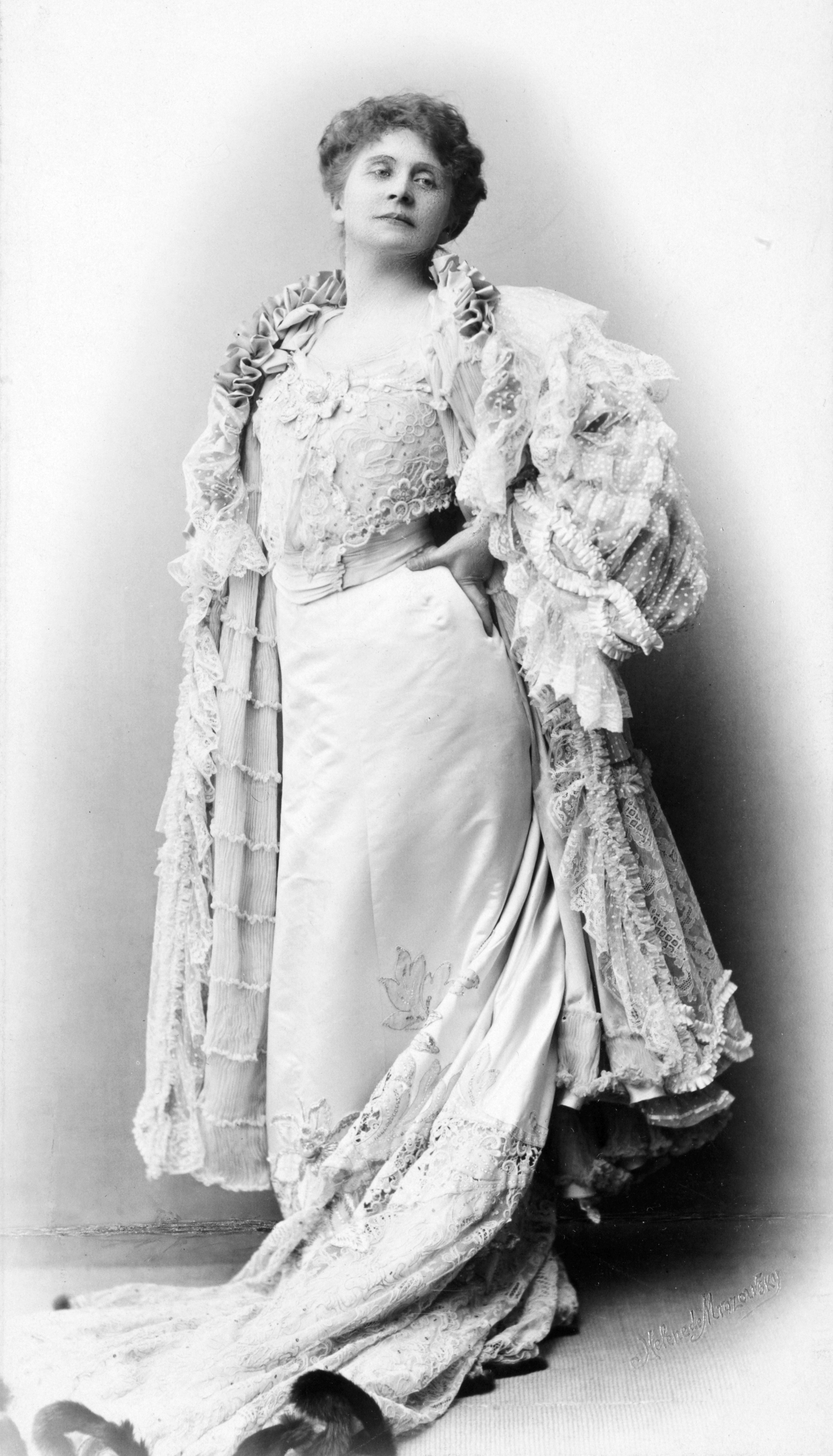
Іда Аалберг

І́да Емі́лія Аа́лберг (фін. Ida Emilia Aalberg; 4 грудня 1857, Янакала — 17 січня 1915, Петроград) — фінська акторка. У першому шлюбі (від 1887) — Іда Ківекяс, у другому шлюбі (від 1894) — Іда фон Ікскюль-Гюлленбанд.

## Біографія
Народилася 4 грудня 1857 року в місті Янакалі в бідній сім'ї шляхового майстра Антті Альберга та Агнети Шарлотти Ліндроос. Через матеріальні труднощі не здобула повноцінної освіти: тільки рік навчалася у фінській школі для дівчат, а також брала приватні уроки в своєму селі.
Рано проявила природний талант до декламації. А перший перегляд гастрольної вистави фінського театру в місті Гяменлінна став визначальним у долі Іди. 1874 року у 17 років вона втекла з рідного дому в Гельсінкі й прийшла у фінський театр до Каарло Берґбома, який побачив її акторський потенціал і взяв на навчання.

## Акторська діяльність

### Становлення (1874—1880)
У перші роки роботи у Фінському театрі (1874—1877) Іда Аалберг зіграла багато невеликих ролей, а також працювала асистенткою під час оперних виступів. Зацікавлення публіки до її гри проявилося тільки 1877 року — після успіху в ролі Бориски в угорській п'єсі «Сільський негідник». У 1877 та 1880 роках Аалберґ навчалася акторської майстерності в відомої німецької акторки Марії Німан-Зеєбах. Крім аналізу ролі, сценічної мови та акторської майстерності, Аалберґ вивчала також німецьку мову. Засвоєний у Німеччині величавий декламаційний стиль, притаманний так званому зоряному театрові, ніколи повністю не зникав з її творчості. Правда, пізніше вона розвивала свій стиль у напрямку чуттєвого ібсенівського реалізму, а також запозичила елементи стилю Сари Бернар та Елеонори Дузе.
Навчання невдовзі принесло плоди. Уже 1879 року в Гельсінкі Іда Аалберґ виконала дві перспективні ролі: головну роль у сценічній версії «Джєйн Ейр» Шарлоти Бронте та роль Луїзи Міллер у п'єсі Фрідріха Шіллера.
Перший смак міжнародного успіху Аалберг відчула влітку 1880 року — під час гастролей театру вона виступала в Мюнхені, Відні та Будапешті. У Будапешті, де Аалберґ виступала перед спорідненим народом (з фінсько-угорської мовної сім'ї), особливий успіх мав фінський варіант ролі Бориски в «Сільському негідникові». Звістка про тріумф акторки в Угорщині невдовзі донеслася до Фінляндії та зміцнила статус Аалберґ не тільки як акторки, але і як своєрідного національного надбання.
Того ж 1880 року Аалберґ здійснила безперечний прорив у Фінському театрі, зігравши Нору в «Ляльковому домі» Генріка Ібсена. Виступ у Гельсінкі призвів до справжнього ажіотажу навколо персонажки Нори. Це також була перемога нового стилю гри у Фінському театрі: актори просто розмовляли на сцені, а не виголошували промови. Гру Аалберґ вважали чудовим прикладом цієї нової реалістичної манери, в якій головним був природний і живий характер розмови замість важкуватого пафосу.

### Провідна акторка
Закріплення за Ідою Аалберґ статусу популярної виконавиці головних ролей, зростання її артистизму як у комедійних, так і в трагедійних ролях для керівника Фінського театру Каарло Берґбума означало дуже багато. Завдяки добрій провідній акторці можна було розширювати репертуар театру — як класичними творами, так і фінськими п'єсами. З участю Аалберґ відбулося чимало фінськомовних прем'єр світової класики. Зокрема, вона зіграла Марію Стюарт у п'єсі Шіллера, Офелію в «Гамлеті» Шекспіра, Гретхен у «Фаусті» Гете.
Услід за професійним зростанням Аалберґ Берґбум намагався підняти і рівень Фінського театру в цілому. Хоч гастрольні турне тривали, але із сезону 1879—1880 років театр усе більше став виступати в столиці.
Міцно закріпившись у статусі акторки, 1883 року Аалберґ покинула Фінський театр. Тепер багато сил та енергії вона віддавала для розвитку своєї кар'єри за кордоном, хоча майже щороку виступала в Гельсінкі.
За тривалою поїздкою у 1883—1884 роках у Париж із навчальною метою послідували численні зарубіжні ангажементи, тож у 1885—1887 роках Аалберґ виступала здебільшого за кордоном. 1885 року в Стокгольмському Королівському театрі вона фінсьою мовою зіграла Офелію в Гамлеті Вільяма Шекспіра (головну роль виконав Ернесто Россі). Великий успіх мала її Нора шведською мовою в столиці Норвегії Христіанії (Осло).
1885 року в Копенгагені Аалберґ прийняли в театр «Казино», а від 1886 року вона виступала в театрі «Дагмар», де зіграла чимало великих ролей спочатку шведською, а потім данською мовою.
1887 року Аалберґ одружилася з адвокатом та політиком Лаурі Ківекясом (1852—1893).
1893 року, після смерті чоловіка, заснувала власну трупу, до репертуару якої входили «Нора», «Сільва». Вона також виступала на гастролях у Скандинавії.

### Санкт-Петербург
1894 року Іда Аалберґ одружилася з завзятим театралом — дійсним статським радником, бароном Олександром Йоганом фон Ікскюль-Гюлленбандом (1864—1923), тож переїхала на постійне місце проживання в Санкт-Петербург.
Акторка багато грає, з особливим успіхом виступає у виставах «Дама з камеліями», «Леді Макбет», «Дім», «Теодора». З тріумфом пройшло відкриття «Народного театру» в Петербурзі, де Аалберґ грала роль Ківен Леана. Вона виступає з німецькомовною трупою. Грає в п'єсах Ібсена, Стріндберга, Чехова. Багато гастролює по Росії, Фінляндії, Німеччині, Скандинавії.
1906 року помер Каарло Берґбом. Іда Аалберґ бере на себе керівництво Фінським Національним театром. Вона і художня керівниця, і режисерка, а також грає у виставах.
1914 року було відзначено 40-річчя творчої діяльності акторки. Це був зоряний рік Іди Аалберґ. Щовечора вона блискуче грала в п'єсі Судермана «Дім». Гастролювала зі своєю трупою. Під час цих гастролей її Нора незмінно зривала овації залу.
Проте в січні 1915 року Іда Аалберґ раптово захворіла й померла в Петрограді. Поховали її в Гельсінкі.
У Петрограді в журналі «Театр і мистецтво» (№ 2 за 1915 рік) було вміщено некролог, в якому, зокрема, сказано про Іду Аалберґ:
| «Уже в перший період своєї діяльності вона заявила про себе в трагедіях Шекспіра, але коли їй випала можливість створити Нору, всі відчули, що норвезький драматург знайшов гідну подиву втілювачку своїх жіночих образів. Окремі моменти Нори виділяли, можливо, й краще інші актриси, наприклад Коміссаржевська, Дузе, але ту Нору, яку бачив у своїй уяві Ібсен, передавала тільки Іда Аалберг». |

## Творчість

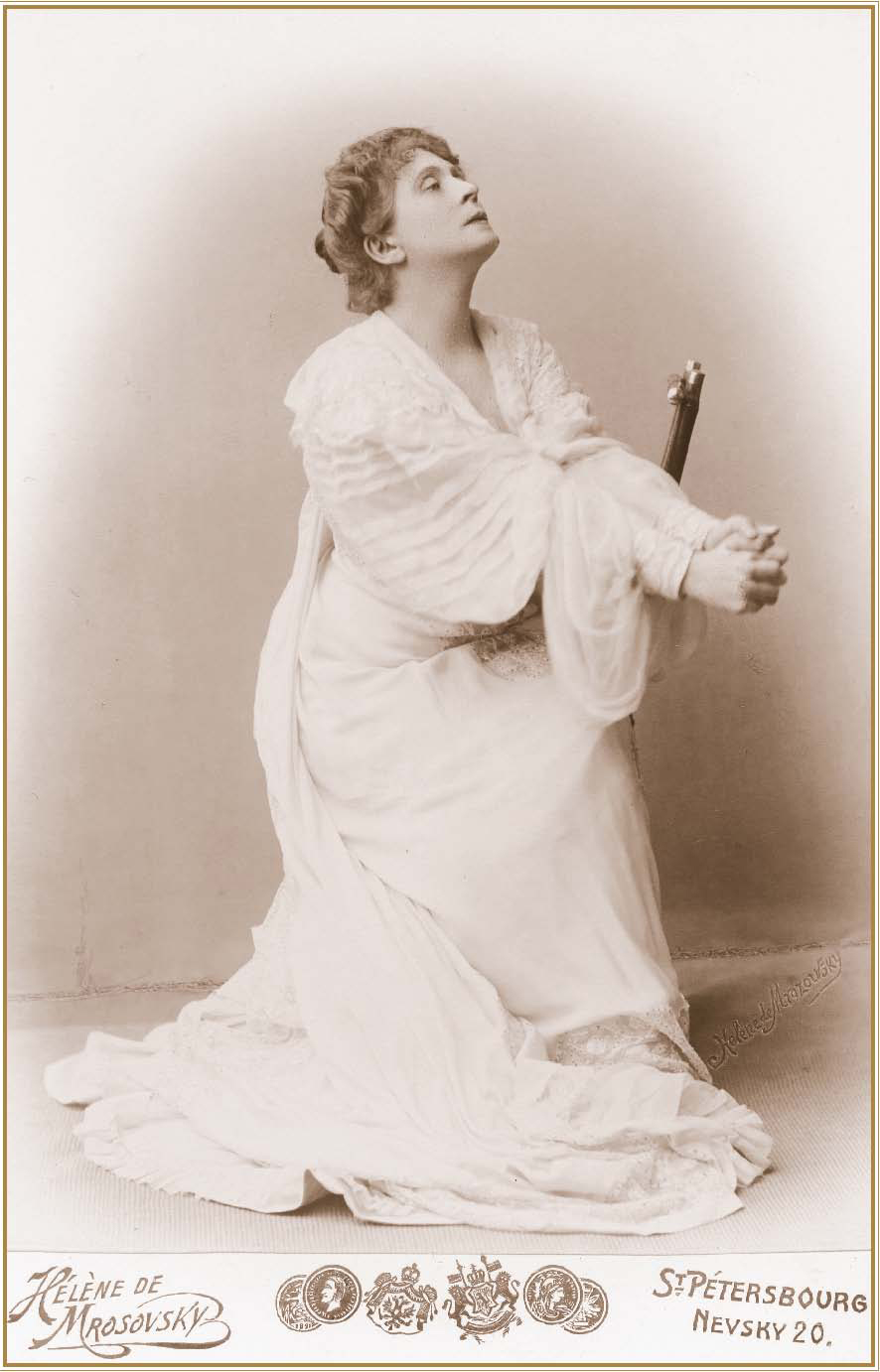
У ролі Магди, 1904—1905. Фото Гелени Мрозовської (Санкт-Петербург)

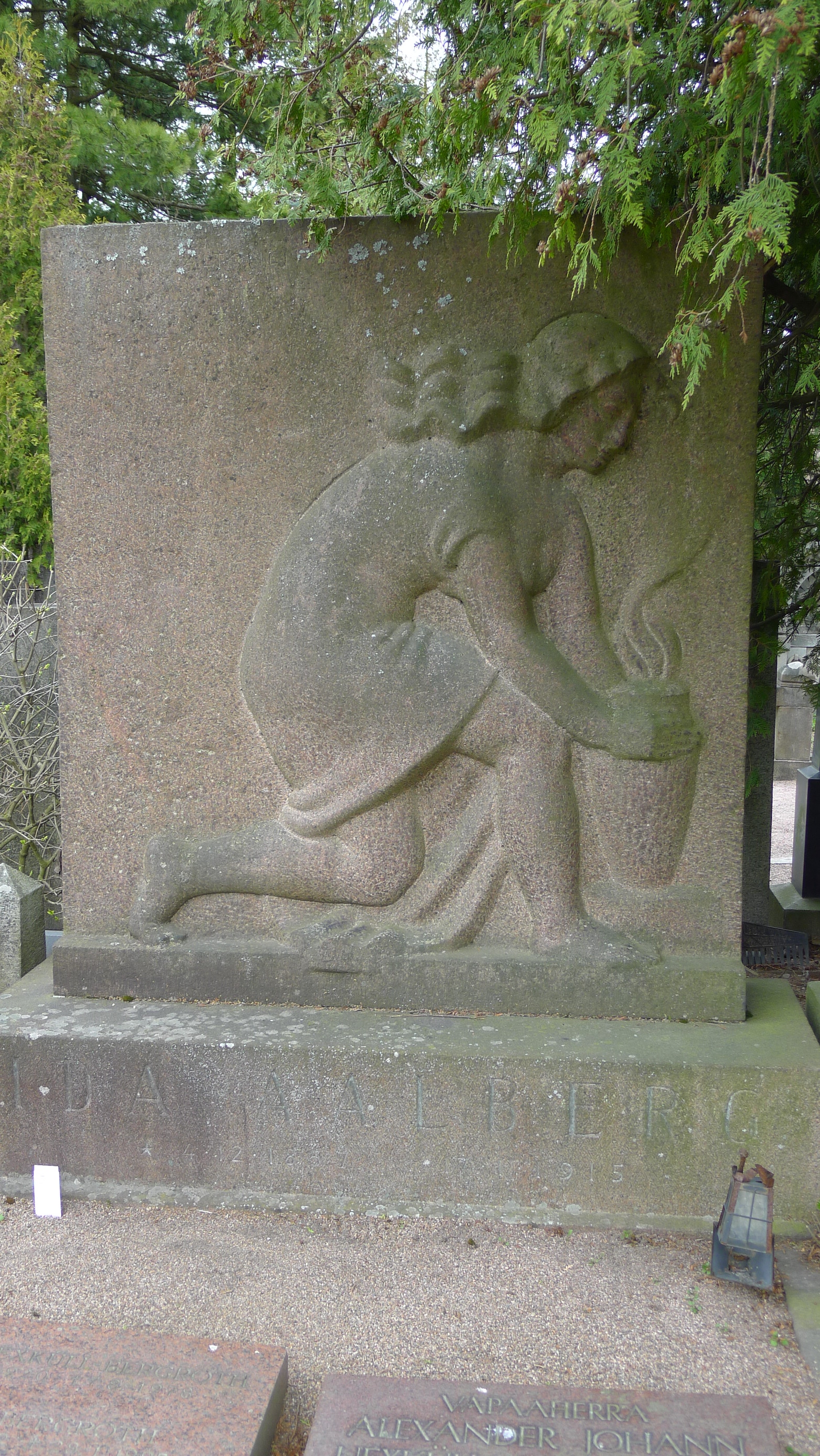
Могила Іди Аалберґ на кладовищі в Гельсінкі

Мистецтво Аалберґ, одної із найзначніших фінських акторок, відрізнялося великою драматичною силою. Вона створювала не просто образи жінок, що кохають і страждають: її героїні вирізнялися глибиною почуттів, цільністю та пристрасністю. В грі Аалберґ тонке розкриття психології героїнь поєднувалося з відточеною зовнішньою формою, ретельним оздобленням деталей.
Іда Аалберґ залишилася в пам'яті сучасників як приголомшлива трагічна акторка, в якій рідкісно поєднувалися чарівність, твердий сильний характер і творча чутливість. Вражало її вміння перевтілюватися та повністю віддаватися характеру героїні. Відважна та працелюбна, вона не знічувалася при невдачах, шукала нові можливості, щоб віддавати талант народові, фінському театрові. Всі відзначали працелюбність акторки, адже їй доводилося готувати та завчати ролі п'ятьма мовами.
Постійно граючи Нору в «Ляльковому домі» Ібсена, Аалберґ з роками все більший акцент робила на останніх сценах п'єси. Трагічна суть її героїні очищувалася й оголювалася. Тим самим Аалберґ стала своєрідною попередницею трактування Віри Коміссаржевської — найвідомішої російської Нори. Аалберґ панувала над аудиторією навіть у німих сценах, де її виразна міміка ні на хвилину не відпускала уваги публіки. Коли 1902 року фінська акторка зіграла Нору німецькою мовою в Петербурзі, російський критик писав:
| «Ця Нора поступово розгортає перед глядачем свою самовіддану, глибоку душу, захоплює драматизмом свого становища, коли кожне пошепки промовлене слово б’є молотом, потрясає та залишає незабутнє враження». |
Крім театру, Іда Аалберґ багато часу віддавала декламації. У неї був мелодійний голос зі специфічним грудним відтінком. З дитинства Аалберґ багато виступала з читанням віршів і прози зі сцени, в також керувала в театрі постановкою голосу.

## Пам'ять

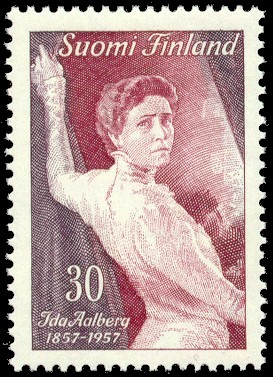
Фінська поштова марка до 100-річчя з дня народження акторки

Значення Іди Аалберґ для фінського сценічного мистецтва було великим, а сама вона перетворилася ледве не на національний символ. Їй встановлено пам'ятник, на її честь названо вулицю. Біограф акторки Ілмарі Рясянен писав:
| «Я вважаю, що вона щось більше, ніж улюблений спогад, непоясниме диво чи красивий портрет: для сучасної та майбутньої Фінляндії вона є передусім проблемою культури, її значимість рано чи пізно буде оцінено з допомогою об’єктивного та неупередженого дослідження». |

## Основні ролі
- Кірсті («Смерть Еліни» Густава Адольфа Нюмерса).
- Офелія («Гамлет» Вільяма Шекспіра).
- Марія Стюарт («Марія Стюарт» Фрідріха Шіллера).
- Гретхен («Фауст» Гете).
- Магда («Родина» Германа Зудермана).
- Маргарита Готьє («Дама з камеліями» Александра Дюма-сина).
- Феодора («Феодора» Віктор'єна Сарду).
- Нора («Ляльковий дім» («Нора») Генріка Ібсена).
- Ребекка та Гедда Габлер («Росмерсхольм», «Гедда Габлер» Ібсена).